# Haliclona rubra
Haliclona rubra är en svampdjursart som först beskrevs av Lendenfeld 1887.  Haliclona rubra ingår i släktet Haliclona och familjen Chalinidae.
Artens utbredningsområde är Sydaustralien. Inga underarter finns listade i Catalogue of Life.